# Оскарс Цибуљскис
Оскарс Цибуљскис (лет. Oskars Cibuļskis — Рига, 9. април 1988) професионални је летонски хокејаш на леду који игра на позицијама одбрамбеног играча. 
Члан је сениорске репрезентације Летоније за коју је на међународној сцени дебитовао на светском првенству 2011. године.
Од 2009. игра за екипу Динама из Риге у КХЛ лиги.